# Boji (pes)
Boji (česká výslovnost Boži) je pouliční pes v Istanbulu v Turecku, který si v roce 2021 získal mezinárodní pozornost díky každodennímu používání různých druhů městské hromadné dopravy.  Jeho jméno je překladem tureckého slova podvozek.
Boji je popisován jako psí kříženec se světle hnědou srstí, tmavýma očima a povislýma ušima. K cestování po Istanbulu využívá autobusy, metro, tramvaje a trajekty.
Městská radnice nechala psa naočkovat a očipovat, aby bylo možné kdykoliv sledovat jeho pohyb. Zjistilo se, že Boji během jednoho dne využil desítky stanic metra a někdy urazil i více než 30 kilometrů denně.
Boji si poprvé získal pozornost veřejnosti v polovině roku 2021 právě využíváním městské hromadné dopravy. Boji má twitterový účet s tureckými a anglickými tweety, který měl na začátku listopadu 2021 přes 90 000 sledujících. Boji je také na Instagramu. Mnoho lidí zveřejňuje s Bojim selfie a videa na stránkách svých sociálních sítí.